# Philips Tele-Spiel
Philips Tele-Spiel — це серія гральних консолів першого покоління від компанії Philips. Це була одна з перших приставок на ринку Європи. Перша модель ES-2201 була подібна до Magnavox Odyssey але вона викорстовує катріджи.
Також серія консолей має різні назви у певних країнах наприклад якщо у Німеччині був Tele-Spiel то у Велико Британії був Tele-Game Tele-Spel був у Фінляндії. Але переажно назва носила Tele-Game що переводиться як теле-гра.